# Витсет (Северна Каролина)
Витсет (енгл. Whitsett) град је у америчкој савезној држави Северна Каролина.

## Демографија
По попису из 2010. године број становника је 590, што је 96 (-14,0%) становника мање него 2000. године.
| Група             | 2000.       | 2010.       |
| Белци             | 635 (92,6%) | 528 (89,5%) |
| Афроамериканци    | 41 (6,0%)   | 40 (6,8%)   |
| Азијати           | 1 (0,1%)    | 0 (0,0%)    |
| Хиспаноамериканци | 5 (0,7%)    | 17 (2,9%)   |
| Укупно            | 686         | 590         |